# Germaine Tillion
Germaine Tillion (Allègre, 30 de maio de 1907 – Saint-Mandé, 18 de abril de 2008) foi uma etnóloga francesa, discípula de Marcel Mauss.

## Carreira
Durante a Segunda Guerra Mundial destacou-se na resistência francesa, tendo sido agraciada com o prêmio Pulitzer em 1947, por seus atos heroicos durante o conflito. Posteriormente, participou também da luta contra a tortura e pela independência da Argélia.